# Lakhdar Belloumi
Pour les articles homonymes, voir Lakhdar.
Lakhdar Belloumi (en arabe : لخضر بلومي), né le 29 décembre 1958 à Mascara, est un footballeur international algérien, jouant au poste de milieu offensif. Il compte 100 sélections en équipe nationale entre 1978 et 1989 (147 sélections non reconnus par la FIFA) et un total de 28 buts (34 buts avec ceux non reconnus par la FIFA).
Sacré Ballon d'or africain en 1981, il est considéré comme le meilleur joueur algérien de tous les temps, et l'un des meilleurs au niveau africain et mondial, Il est l'inventeur de la passe aveugle,.
Il formait avec Salah Assad et Rabah Madjer, le trio de joueurs excellents techniquement de l'équipe nationale d'Algérie des années 1980 qui a particulièrement marqué le football algérien. Il a été élu quatrième footballeur africain du siècle derrière George Weah, Roger Milla et Abedi Pelé.  Choisi meilleur joueur africain du match de gala Europe vs Rest of the World tenu au Giants Stadium de New York le 7 août 1982.

## Biographie

### Jeunesse et début de carrière
Né dans une famille modeste au Faubourg Faidherbe à Mascara, Lakhdar est le cadet des fils de Si Bachir Belloumi, ouvrier agricole.
Il signe sa première licence à 14 ans au sein de la catégorie minime de l'Olympique Sempac de Mascara, équipe d'une entreprise nationale évoluant à l'époque en DH. Un an plus tard, il est repéré pour être surclassé chez les cadets.
À 16 ans, il est titularisé en équipe senior, son premier match contre CRB El Amria (Ain Témouchent) se solde par une victoire 3-0.
À 17 ans, il doit s'exiler à 150 km du foyer familial pour signer au SCAF El-Khemis en Division 2. Son choix aurait été guidé par le besoin d'alléger la charge de son père en ramenant un revenu supplémentaire à la famille, et surtout par la fait que pour opter pour le Ghali Club de Mascara, la licence B est de rigueur. Cette même année il est convoqué en Équipe nationale algérienne Junior aux côtés déjà de Merezkane, Kaci-Saïd et Madjer.
Un an plus tard, il revient dans sa ville natale pour intégrer le GC Mascara. Puis il rejoint le MC Oran sous les ordres de Saïd Amara, une année après son retour à Mascara.

### Carrière de joueur

#### Révélation
Au MP Oran, il évolue aux côtés de Miloud Hadefi, Sid Ahmed Belkedrouci ou encore Tedj Bensaoula. Cette saison il finit co-meilleur buteur du championnat avec 11 buts avec Bousri Abdeslem MPA et Guemri Redouane ASCO, avant d'être convoqué en équipe nationale A par Rachid Mekhloufi.
Il n'a pas encore 20 ans (19 ans 3 mois et 7 jours) quand il disputa sa première rencontre officielle avec l'EN de Mahieddine Khalef (le 05/04/1978 Algerie 1-0 Mali qualification aux JO 1980 et il marqua son premier but. du 01/01/79 au 31/12/79, il participa à 10 des 11 rencontres officielles de l'Algérie et marqua 5 buts au total (Année 1979).
En 1979/1980, après avoir commencé la saison avec le MP Oran où il joua une première journée contre le MA Hussein Dey, la Fédération algérienne de football l'oblige au mois d'Octobre à rejoindre le MP Alger dans le cadre de son service militaire qu'il effectue à Alger où il jouera deux saisons le temps qu'il termine son service. Il ne disputera qu'à peine la moitié des 68 matchs de son équipe et marquera 10 buts.
En décembre, il est le meneur de l'équipe nationale d'Algérie qui battra le Maroc 5-1 à Casablanca et 3-0 à Alger lors des qualifications aux Jeux olympiques.

#### Belloumi l'africain
En mars 1980, il emmène l'équipe nationale jusqu'en finale de la CAN pour la première fois de son histoire et malgré la défaite face au pays organisateur, en l'occurrence le Nigeria, au stade du Suruleré. Il sera élu meilleur attaquant du tournoi.
En juillet, ce sont les Jeux olympiques de Moscou où il se distingue menant l'Algérie en quarts de finale se faisant ainsi connaître sur le plan international .
En septembre, il souffre de sa première grande blessure, face à l'USM El Harrach qui l'éloigne des terrains pendant quatre mois, le contraignant à une opération du ménisque. Il manque les quarts de finale du MPA face au Canon Yaoundé de Thomas N'Kono.
Son retour en 1981 est décisif en équipe nationale puisque après un doublé face au Niger et un autre face au Burkina Faso, il participe à la qualification au Mondial 1982 inscrivant un but lors de chacune des deux parties face au Nigeria au mois d'octobre.
Il reçoit un Ballon d'or africain remis par France Football avant la rencontre retour contre le Nigéria à Constantine où il marque le premier but, l'Algérie sortant vainqueur par deux buts à un.
Bien que convoité par de grands clubs tels que le FC Barcelone, le Paris SG, la Juventus et le grand Real Madrid dès années 1980 , il retourne chez lui en signant au modeste GC Mascara lors de la saison 1981-1982.

#### Coupe du monde de football 1982
L'année 1982 débute mal, puisqu'à la CAN, Belloumi est gêné par une pubalgie. Trois mois plus tard c'est le Mondial en Espagne de 1982 où il inscrit le but de la victoire (2-1) face aux Allemands de l'Ouest champions d'Europe en titre, le 16 juin 1982.
La rencontre suivante, entre l'Allemagne de l'Ouest et l'Autriche donne lieu à un non-match retentissant surnommé par la suite « Le match de la honte ». Une victoire 1-0 de l'Allemagne de l'Ouest permet aux deux équipes de se qualifier et a pour conséquence l'élimination de l'Algérie. Certaines voix dénoncent un accord entre les deux équipes.
Pour éviter le renouvellement de ce genre de problème, la FIFA décide qu'à l'avenir, les deux derniers matchs de chaque groupe auront lieu en même temps. Ce principe est plus tard étendu aux derniers matchs des phases de qualification.
Les sollicitations pleuvent pour le maestro algérien, mais le règlement de la Fédération algérienne de football interdisait à l'époque tous joueur Algérien de moins de 28 ans de quitter le pays pour un club étranger sans une autorisation spéciale, sur décision du président de l'époque Chadli Bendjedid.
En juillet, il est sélectionné dans l'équipe du Reste du monde aux côtés de Zico, Sócrates ou encore Falcão pour jouer contre les meilleurs joueurs européens à New York, il inscrit face à Dino Zoff, le gardien de but italien, l'un des deux buts de son équipe tout en jouant les 90 min. Pélé, très impressionné par l'incroyable talent de Belloumi lui aurait dit ces mots en fin de partie « you are a great player ».

#### Longue carrière

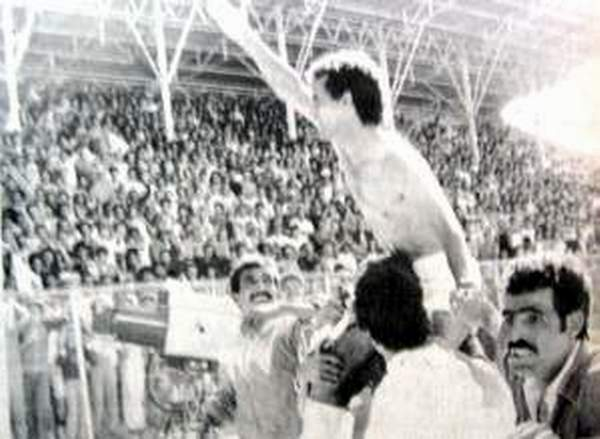
Lakhdar Belloumi, champion d'Algérie avec le GC Mascara en 1984

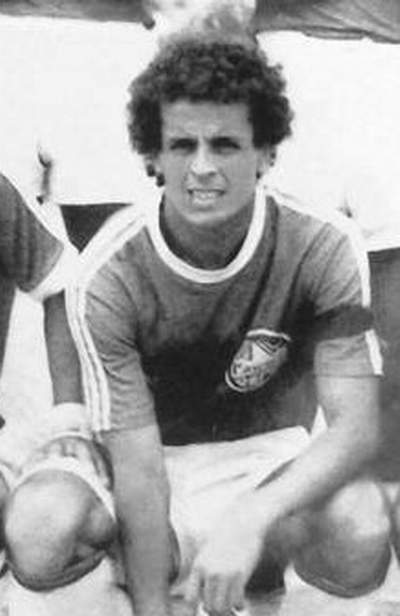
Lakhdar Belloumi, portant le maillot du GC Mascara en 1984

Le 15 mars 1985 à Tripoli, lors de la manche retour de la Coupe des Clubs Champions. Il est victime d'une fracture de la jambe causée par le libéro d'Al Ittihad Tripoli Abu-Bakr Bani qui l'aurait déjà menacé à Mascara.
Il revient sur les terrains six mois plus tard. Il est au rendez-vous avec son club dès le mois de septembre et surtout avec l'équipe nationale. Son « come-back » pour le dernier tour des éliminatoires de la Coupe du monde face à la Tunisie est comme cinq ans auparavant à Casablanca marqué par une victoire 4-1 à l'extérieur et 3-0 à domicile.
En 1986, l'équipe du Real Murcie qui joue en première division espagnole tente de le recruter, mais les négociations échouent. Lakhdar signe par la suite au MC Oran (MCO) pour y décrocher son deuxième titre de champion d'Algérie. La CAN 1988 qu'il prédit déjà comme sa dernière prestation, il est deux fois buteur dans le tournoi, mais il rate pourtant le dernier tir au but en demi-finale face au Nigeria. Il termine quand même meilleur buteur du tournoi avec Roger Milla, Abdoulaye Traoré et Gamal Abdel Hamid.
Après la coupe d'Afrique des nations, il signe son seul contrat professionnel de sa carrière dans un club étranger au Qatar avec le prestigieux club Al-Arabi Sports Club ou il terminera quatrième au classement du championnat.
Il retourne après au MC Oran où il essaie de décrocher la coupe d'Afrique des clubs champions renommé actuellement ligue des champions de la CAF, mais le club sera battu en finale aux tirs au but par un ténor marocain, le Raja CA.
Belloumi qui brille avec le MCO, est écarté par Abdelhamid Kermali lors de la phase finale de la coupe d'Afrique en 1990 à Alger car en décembre 1989, lors du fameux Égypte-Algérie décisif pour la coupe du monde, match perdu par 1 à 0, il fut injustement accusé par les médias égyptiens d'avoir blessé un médecin égyptien, alors qu'il se trouvait au 7e étage de l'hôtel en compagnie justement de Kermali. Ce dernier mit 20 ans pour affirmer que Belloumi était avec lui lors de l'incident dont le coupable était Kadri, le gardien remplaçant. Déjà, le courant ne passait pas entre Belloumi et Kermali qui l'écarta carrément de l'équipe nationale et ce fut la longue traversée du désert pour la sélection algérienne avec l'affaire Kharouf (JSK) et le fameux discours de Kermali " El mouhim, hiya el moucharaka" c'est-à-dire l'essentiel est d'y participer ,.
Sa dernière saison avec le grand club du MC Oran se termine en 1993/1994 avant de rentrer définitivement dans sa ville natale pour y jouer encore cinq saisons à l'échelon inférieur avant de raccrocher définitivement en 1999 à l'âge de 40 ans.
Rongé par le démon du football et courtisé par l'ASM Oran, il signa pour cette formation pour six mois. L'année d'après, il rempila pour le RCG Oran.

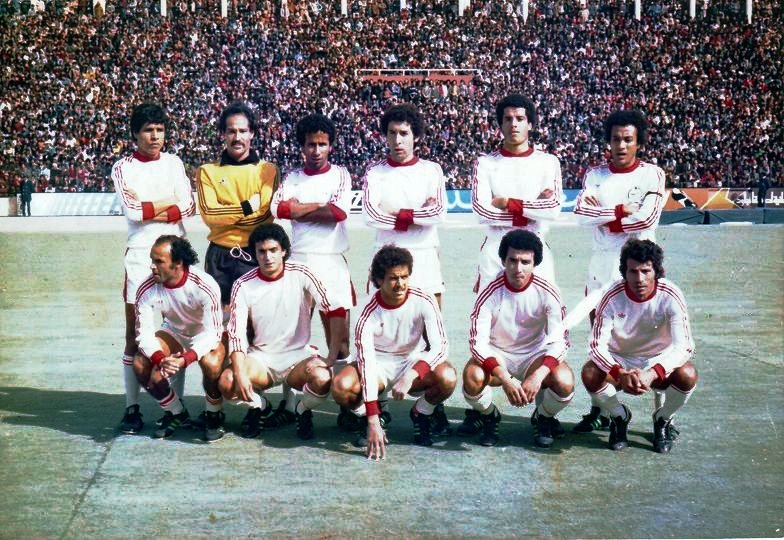
Belloumi avec le MC Oran en 1978-79
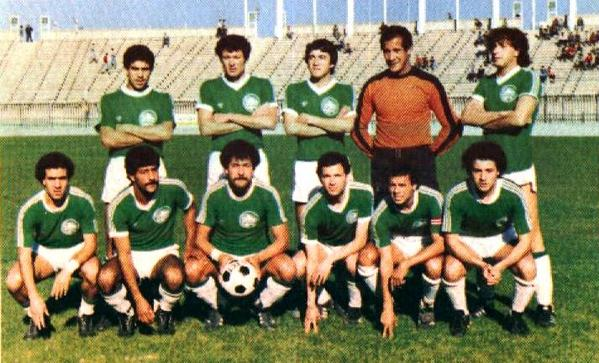
Belloumi avec le GC Mascara en 1984

#### Ses participations en Équipe d'Algérie
Lakhdar Belloumi est l'un des rares joueurs au monde à avoir joué avec toutes les catégories nationales, il commence en 1974 avec les cadets, passant par les juniors en 1977, l'équipe olympique en 1979 ainsi que l'équipe militaire en 1979.
Avec l'équipe A, Il compte en totalité 147 sélections dont 98 fois contre des équipes nationales et 46 fois contre des clubs étrangers et compte 34 buts mais selon la FIFA, il totalise un chiffre record de 100 sélections de 1978 à 1989 faisant de lui, le joueur le plus capé de l'équipe d'Algérie et 28 buts inscrits car beaucoup de matchs n'étaient pas reconnus par la fédération internationale.
Avec l'équipe A, il participe à  :
- 2 coupes du monde : Espagne 1982 (1er tour), Mexique 1986 (1er tour) ;
- 1 tournois des jeux olympiques : Moscou 1980 (quart de finale) ;
- 4 coupes d'Afrique des nations (Nigeria 1980 (finale), Libye 1982 (quatrième), Côte d'Ivoire 1984 (troisième), Maroc 1988 (troisième) ;
- 2 tournois des jeux Méditerranéens : Split 1979 (troisième), Casablanca 1983 (1er tour) ;
- Amicaux : 27 matchs et 4 buts ;
- Coupe d'Afrique des Nations : 18 matchs et 5 buts ;
- Qualification Jeux Olympiques : 14 matchs et 3 buts ;
- Qualification Coupe du monde : 13 matchs et 4 buts ;
- Éliminatoires de la CAN : 10 matchs et 4 buts ;
- Jeux Méditerranéens : 6 matchs et 3 buts ;
- Coupe du Monde : 5 matchs et 1 but ;
- Jeux Olympiques : 4 matchs et 2 buts ;
- Autres tournois : 3 matchs et 1 but ;
- Total caps / buts : 100 matchs et 28 buts.

### Carrière d'entraîneur
Il passe ensuite ses diplômes d'entraîneur en Allemagne. Il entame sa carrière sur les bancs de touche au MC Oran (MCO) durant quelques mois avant d'être nommé Manager Général à l'USM Bel-Abbès.
En 2003, il est engagé par le club qatari d'Al-Tadamon Club actuellement Umm-Salal SC en deuxième division mais il ne reste qu'un petit mois alors que son club était en deuxième position.
Revenu au pays il réintègre les rangs du GC Mascara au poste de Manager réussissant la montée ce qui n'était plus arrivé depuis 1987. On lui confie la barre technique à l'entame de la saison 2004/2005 avant de la lui retirer.
Deux mois plus tard il est appelé par Ali Fergani pour le seconder à la tête de l'équipe nationale algérienne.

## Statistiques en club

### Statistiques détaillées
| Saison                | Club                  | Championnat           | Championnat | Championnat | Coupe(s) nationale(s) | Coupe(s) nationale(s) | Compétition(s) continentale(s) | Compétition(s) continentale(s) | Compétition(s) continentale(s) | Algérie | Algérie | Total | Total |
| Saison                | Club                  | Division              | M.          | B.          | M.                    | B.                    | Comp.                          | M.                             | B.                             | M.      | B.      | M.    | B.    |
| 1974-1975             | OS Mascara            | 3                     | -           | -           | -                     | -                     | -                              | -                              | -                              | -       | -       | 0     | 0     |
| 1975-1976             | OS Mascara            | 3                     | -           | -           | -                     | -                     | -                              | -                              | -                              | -       | -       | 0     | 0     |
| 1976-1977             | SKAF Khemis Miliana   | 2                     | -           | -           | -                     | -                     | -                              | -                              | -                              | -       | -       | 0     | 0     |
| 1977-1978             | GC Mascara            | 2                     | -           | -           | -                     | -                     | -                              | -                              | -                              | -       | -       | 0     | 0     |
| 1978-1979             | MC Oran               | 1                     | 25          | 11          | -                     | -                     | -                              | -                              | -                              | 9       | 3       | 34    | 14    |
| 1979-1980             | MC Alger              | 1                     | 10          | 4           | 0                     | 0                     | C1                             | 4                              | 4                              | 17      | 7       | 31    | 15    |
| 1980-1981             | MC Alger              | 1                     | 9           | 3           | 2                     | 0                     | C1                             | 1                              | 0                              | 5       | 2       | 17    | 5     |
| 1981-1982             | GC Mascara            | 1                     | -           | -           | -                     | -                     | -                              | -                              | -                              | 13      | 6       | 13    | 6     |
| 1982-1983             | GC Mascara            | 1                     | -           | -           | -                     | -                     | -                              | -                              | -                              | 3       | 0       | 3     | 0     |
| 1983-1984             | GC Mascara            | 1                     | -           | -           | -                     | -                     | -                              | -                              | -                              | 17      | 4       | 17    | 4     |
| 1984-1985             | GC Mascara            | 1                     | -           | -           | -                     | -                     | C1                             | 2                              | 0                              | 2       | 2       | 4     | 2     |
| 1985-1986             | GC Mascara            | 1                     | -           | -           | -                     | -                     | -                              | -                              | -                              | 6       | 0       | 6     | 0     |
| 1986-1987             | GC Mascara            | 1                     | -           | 8           | -                     | 1                     | -                              | -                              | -                              | 8       | 2       | 8     | 11    |
| 1987-1988             | MC Oran               | 1                     | -           | -           | -                     | 1                     | -                              | -                              | -                              | 11      | 2       | 11    | 3     |
| 1988                  | Al-Arabi SC           | 1                     | 2           | 2           | -                     | -                     | -                              | -                              | -                              | -       | -       | 2     | 2     |
| 1988-1989             | MC Oran               | 1                     | -           | 2           | -                     | 2                     | C1                             | 2                              | 0                              | 4       | 0       | 6     | 4     |
| 1989-1990             | MC Oran               | 1                     | -           | 6           | -                     | -                     | C1                             | 6                              | 1                              | 5       | 0       | 11    | 7     |
| 1990-1991             | GC Mascara            | 2                     | -           | -           | -                     | -                     | -                              | -                              | -                              | -       | -       | 0     | 0     |
| 1991-1992             | USM Bel Abbès         | 1                     | -           | -           | -                     | 1                     | C2                             | -                              | -                              | -       | -       | 0     | 1     |
| 1992-1993             | GC Mascara            | 2                     | -           | -           | -                     | -                     | -                              | -                              | -                              | -       | -       | 0     | 0     |
| 1993-1994             | MC Oran               | 1                     | -           | 2           | -                     | 1                     | C1                             | 4                              | 5                              | -       | -       | 4     | 8     |
| 1994-1995             | GC Mascara            | 1                     | -           | 3           | -                     | -                     | -                              | -                              | -                              | -       | -       | 0     | 3     |
| 1995-1996             | GC Mascara            | 2                     | -           | -           | -                     | -                     | -                              | -                              | -                              | -       | -       | 0     | 0     |
| 1996                  | MC Oran               | 1                     | 11          | 2           | 0                     | 0                     | -                              | -                              | -                              | -       | -       | 11    | 2     |
| 1997                  | GC Mascara            | 2                     | 13          | 3           | -                     | 1                     | -                              | -                              | -                              | -       | -       | 13    | 4     |
| 1997-1998             | ASM Oran              | 2                     | 17          | 9           | -                     | -                     | -                              | -                              | -                              | -       | -       | 17    | 9     |
| 1998-1999             | GC Mascara            | 1                     | 25          | 5           | -                     | 0                     | -                              | -                              | -                              | -       | -       | 25    | 5     |
| Sous-total            | Sous-total            | Sous-total            | -           | -           | -                     | -                     | -                              | -                              | -                              | -       | -       | 0     | 0     |
| Total sur la carrière | Total sur la carrière | Total sur la carrière | +350        | +100        | -                     | -                     | -                              | -                              | -                              | 100     | 28      | 450   | 128   |

### En sélection nationale
| Saison                | Sélection             | Phases finales                    | Phases finales | Phases finales | Éliminatoires CDM | Éliminatoires CDM | Éliminatoires CAN | Éliminatoires CAN | Éliminatoires JO | Éliminatoires JO | Matchs amicaux | Matchs amicaux | Total | Total |
| Saison                | Sélection             | Compétition                       | M              | B              | M                 | B                 | M                 | B                 | M                | B                | M              | B              | M     | B     |
| --------------------- | --------------------- | --------------------------------- | -------------- | -------------- | ----------------- | ----------------- | ----------------- | ----------------- | ---------------- | ---------------- | -------------- | -------------- | ----- | ----- |
| 1978-1979             | Algérie               | -                                 | -              | -              | -                 | -                 | 1                 | 1                 | 2                | 1                | 6              | 1              | 9     | 3     |
| 1979-1980             | Algérie               | CAN 1980 + JO 1980                | 5+4            | 2+2            | 2                 | 0                 | -                 | -                 | 2                | 1                | 4              | 2              | 17    | 7     |
| 1980-1981             | Algérie               | -                                 | -              | -              | 2                 | 2                 | 2                 | 0                 | -                | -                | 1              | 0              | 5     | 2     |
| 1981-1982             | Algérie               | CAN 1982 4e + Coupe du monde 1982 | 3+2            | 0+1            | 2                 | 2                 | 2                 | 2                 | -                | -                | 4              | 1              | 13    | 6     |
| 1982-1983             | Algérie               | -                                 | -              | -              | -                 | -                 | -                 | -                 | 2                | 0                | 1              | 0              | 3     | 0     |
| 1983-1984             | Algérie               | CAN 1984                          | 5              | 2              | -                 | -                 | 2                 | 0                 | 4                | 1                | 6              | 1              | 17    | 4     |
| 1984-1985             | Algérie               | -                                 | -              | -              | 1                 | 1                 | -                 | -                 | -                | -                | 1              | 1              | 2     | 2     |
| 1985-1986             | Algérie               | CAN 1986 + Coupe du monde 1986    | .+3            | .+0            | 2                 | 0                 | -                 | -                 | -                | -                | 1              | 0              | 6     | 0     |
| 1986-1987             | Algérie               | -                                 | -              | -              | -                 | -                 | 2                 | 0                 | 2                | 0                | 4              | 2              | 8     | 2     |
| 1987-1988             | Algérie               | CAN 1988                          | 5              | 2              | -                 | -                 | -                 | -                 | 2                | 0                | 4              | 0              | 11    | 2     |
| 1988-1989             | Algérie               | -                                 | -              | -              | 2                 | 0                 | -                 | -                 | -                | -                | 2              | 0              | 4     | 0     |
| 1989-1990             | Algérie               | CAN 1990                          | -              | -              | 3                 | 0                 | -                 | -                 | -                | -                | 2              | 0              | 5     | 0     |
| Total sur la carrière | Total sur la carrière | Total sur la carrière             | 27             | 9              | 14                | 5                 | 9                 | 3                 | 14               | 3                | 36             | 8              | 100   | 28    |

### Matchs internationaux
Belloumi compte 100 matchs internationaux reconnus par la fifa, un record pour la sélection d'Algérie.

### Buts internationaux
| Buts internationaux de Lakhdar Belloumi | Buts internationaux de Lakhdar Belloumi                                              | Buts internationaux de Lakhdar Belloumi                                              | Buts internationaux de Lakhdar Belloumi                                              | Buts internationaux de Lakhdar Belloumi                                              | Buts internationaux de Lakhdar Belloumi                                              | Buts internationaux de Lakhdar Belloumi                                              | Buts internationaux de Lakhdar Belloumi                                              | Buts internationaux de Lakhdar Belloumi                                              | Buts internationaux de Lakhdar Belloumi                                              |
| No                                      | Date                                                                                 | Sél.                                                                                 | Lieu                                                                                 | Adversaire                                                                           | Score                                                                                | Résultat                                                                             | Compétition                                                                          | Détail                                                                               |                                                                                      |
| --------------------------------------- | ------------------------------------------------------------------------------------ | ------------------------------------------------------------------------------------ | ------------------------------------------------------------------------------------ | ------------------------------------------------------------------------------------ | ------------------------------------------------------------------------------------ | ------------------------------------------------------------------------------------ | ------------------------------------------------------------------------------------ | ------------------------------------------------------------------------------------ | ------------------------------------------------------------------------------------ |
| 1                                       | 17/10/1978                                                                           | 4                                                                                    | Stade du 17 juin, Constantine                                                        | Congo                                                                                | 1 - 0                                                                                | 3 - 0                                                                                | Match amical                                                                         | 8e ?                                                                                 |                                                                                      |
| 2                                       | 05/04/1979                                                                           | 7                                                                                    | Stade du 5 Juillet, Alger                                                            | Mali                                                                                 | 1 - 0                                                                                | 1 - 0                                                                                | Qualifs JO 1980                                                                      | 60e de la tête                                                                       |                                                                                      |
| 3                                       | 24/06/1979                                                                           | 9                                                                                    | Stade du 5 Juillet, Alger                                                            | Libye                                                                                | 1 - 0                                                                                | 3 - 1                                                                                | Qualifs CAN 1980                                                                     | 20e ?                                                                                |                                                                                      |
| 4                                       | 27/09/1979                                                                           | 12                                                                                   | Stade Rade Končar, Šibenik                                                           | Yougoslavie                                                                          | 1 - 0                                                                                | 2 - 3                                                                                | JM 1979                                                                              | 60e du pied droit                                                                    |                                                                                      |
| 5                                       | 29/09/1979                                                                           | 13                                                                                   | Stade de Poljud, Split                                                               | Grèce                                                                                | 1 - 0                                                                                | 2 - 1                                                                                | JM 1979                                                                              | 10e du pied gauche                                                                   |                                                                                      |
| 6                                       | 21/12/1979                                                                           | 15                                                                                   | Stade du 5 Juillet, Alger                                                            | Maroc                                                                                | 1 - 0                                                                                | 3 - 0                                                                                | Qualifs JO 1980                                                                      | 40e de la tête                                                                       |                                                                                      |
| 7                                       | 13/03/1980                                                                           | 17                                                                                   | Liberty Stadium, Ibadan                                                              | Maroc                                                                                | 1 - 0                                                                                | 1 - 0                                                                                | CAN 1980                                                                             | 90e du pied gauche                                                                   |                                                                                      |
| 8                                       | 16/03/1980                                                                           | 18                                                                                   | Liberty Stadium, Ibadan                                                              | Guinée                                                                               | 2 - 0                                                                                | 3 - 2                                                                                | CAN 1980                                                                             | 37e de la tête                                                                       |                                                                                      |
| 9                                       | 20/07/1980                                                                           | 23                                                                                   | Stade Dinamo, Minsk                                                                  | Syrie                                                                                | 1 - 0                                                                                | 3 - 0                                                                                | JO 1980                                                                              | 36e du pied droit                                                                    |                                                                                      |
| 10                                      | 24/07/1980                                                                           | 25                                                                                   | Stade Dinamo, Minsk                                                                  | Espagne                                                                              | 1 - 1                                                                                | 1 - 1                                                                                | JO 1980                                                                              | 63e du pied gauche                                                                   |                                                                                      |
| 11                                      | 01/05/1981                                                                           | 30                                                                                   | Stade du 17 juin, Constantine                                                        | Niger                                                                                | 2 - 0                                                                                | 4 - 0                                                                                | Qualifs CM 1982                                                                      | 46e ?                                                                                |                                                                                      |
| 12                                      | 01/05/1981                                                                           | 30                                                                                   | Stade du 17 juin, Constantine                                                        | Niger                                                                                | 4 - 0                                                                                | 4 - 0                                                                                | Qualifs CM 1982                                                                      | 78e ?                                                                                |                                                                                      |
| 13                                      | 30/08/1981                                                                           | 32                                                                                   | Stade du 19 juin, Oran                                                               | Haute-Volta                                                                          | 3 - 0                                                                                | 7 - 0                                                                                | Qualifs CAN 1982                                                                     | 53e ?                                                                                |                                                                                      |
| 14                                      | 30/08/1981                                                                           | 32                                                                                   | Stade du 19 juin, Oran                                                               | Haute-Volta                                                                          | 4 - 0                                                                                | 7 - 0                                                                                | Qualifs CAN 1982                                                                     | 56e ?                                                                                |                                                                                      |
| 15                                      | 10/10/1981                                                                           | 34                                                                                   | Surulere Stadium, Lagos                                                              | Nigeria                                                                              | 0 - 1                                                                                | 0 - 2                                                                                | Qualifs CM 1982                                                                      | 34e du pied droit                                                                    |                                                                                      |
| 16                                      | 30/10/1981                                                                           | 35                                                                                   | Stade du 17 juin, Constantine                                                        | Nigeria                                                                              | 1 - 0                                                                                | 2 - 1                                                                                | Qualifs CM 1982                                                                      | 9e du pied droit                                                                     |                                                                                      |
| 17                                      | 11/02/1982                                                                           | 37                                                                                   | Stade El Molinón, Gijón                                                              | Espagne                                                                              | 0 - 1                                                                                | 0 - 2                                                                                | Match amical                                                                         | ?                                                                                    |                                                                                      |
| 18                                      | 16/06/1982                                                                           | 43                                                                                   | Stade El Molinón, Gijón                                                              | Allemagne de l'Ouest                                                                 | 1 - 2                                                                                | 1 - 2                                                                                | CM 1982                                                                              | 68e du pied droit                                                                    |                                                                                      |
| 19                                      | 11/09/1983                                                                           | 51                                                                                   | Stade Ben Ahmed El Abdi, El Jadida                                                   | Tunisie                                                                              | 1 - 2                                                                                | 2 - 3                                                                                | JM 1983                                                                              | 36e ?                                                                                |                                                                                      |
| 20                                      | 28/10/1983                                                                           | 54                                                                                   | Stade du 5 Juillet, Alger                                                            | Libye                                                                                | 1 - 0                                                                                | 2 - 0                                                                                | Qualifs JO 1984                                                                      | 16e ?                                                                                |                                                                                      |
| 21                                      | 05/03/1984                                                                           | 60                                                                                   | Stade de Bouaké, Bouaké                                                              | Malawi                                                                               | 2 - 0                                                                                | 3 - 0                                                                                | CAN 1984                                                                             | 36e du pied gauche                                                                   |                                                                                      |
| 22                                      | 17/03/1984                                                                           | 64                                                                                   | Stade Félix Houphouët-Boigny, Abidjan                                                | Égypte                                                                               | 2 - 0                                                                                | 3 - 1                                                                                | CAN 1984                                                                             | 70e du pied gauche                                                                   |                                                                                      |
| 23                                      | 10/10/1984                                                                           | 65                                                                                   | Otto Grotewohl Stadion, Aue                                                          | Allemagne de l'Est                                                                   | 4 - 1                                                                                | 5 - 2                                                                                | Match amical                                                                         | 85e du pied droit                                                                    |                                                                                      |
| 24                                      | 08/03/1985                                                                           | 66                                                                                   | Stade du 5 Juillet, Alger                                                            | Mauritanie                                                                           | 1 - 0                                                                                | 4 - 0                                                                                | Qualifs CAN 1986                                                                     | 6e du pied droit                                                                     |                                                                                      |
| 25                                      | 14/12/1986                                                                           | 74                                                                                   | Stade du 5 Juillet, Alger                                                            | Côte d'Ivoire                                                                        | 1 - 0                                                                                | 2 - 1                                                                                | Match amical                                                                         | 68e ?                                                                                |                                                                                      |
| 26                                      | 11/01/1987                                                                           | 75                                                                                   | Stade El Menzah, Tunis                                                               | Tunisie                                                                              | 0 - 1                                                                                | 0 - 2                                                                                | Qualifs JA 1987                                                                      | 18e du pied droit                                                                    |                                                                                      |
| 27                                      | 13/03/1988                                                                           | 87                                                                                   | Stade Mohammed V, Casablanca                                                         | Côte d'Ivoire                                                                        | 1 - 0                                                                                | 1 - 1                                                                                | CAN 1988                                                                             | 19e du pied droit                                                                    |                                                                                      |
| 28                                      | 26/03/1988                                                                           | 91                                                                                   | Stade Mohammed V, Casablanca                                                         | Maroc                                                                                | 1 - 1                                                                                | 1 - 1                                                                                | CAN 1988                                                                             | 87e de la tête                                                                       |                                                                                      |
| Total                                   | 28 buts (... du pied droit, ... du pied gauche et ... de la tête) en 100 sélections. | 28 buts (... du pied droit, ... du pied gauche et ... de la tête) en 100 sélections. | 28 buts (... du pied droit, ... du pied gauche et ... de la tête) en 100 sélections. | 28 buts (... du pied droit, ... du pied gauche et ... de la tête) en 100 sélections. | 28 buts (... du pied droit, ... du pied gauche et ... de la tête) en 100 sélections. | 28 buts (... du pied droit, ... du pied gauche et ... de la tête) en 100 sélections. | 28 buts (... du pied droit, ... du pied gauche et ... de la tête) en 100 sélections. | 28 buts (... du pied droit, ... du pied gauche et ... de la tête) en 100 sélections. | 28 buts (... du pied droit, ... du pied gauche et ... de la tête) en 100 sélections. |

## Palmarès

### En tant que joueur
| GC Mascara - Championnat d'Algérie : - Champion : 1983-84 | MC Oran - Championnat d'Algérie : - Champion : 1987-88 - Vice-Champion : 1989-90 - Ligue des champions de la CAF : - Finaliste : 1989 | Algérie - Jeux méditerranéens : - 3e : Médaille de Bronze en 1979 - Coupe d'Afrique des nations : - Finaliste : 1980 - 3e : 1984 et 1988 |

- Participation aux Jeux olympiques d'été 1980 à Moscou (Quart de Finaliste).
- Participation à la Coupe du monde en Espagne 1982 et au Mexique 1986. Phase De Groupe en 1982 et en 1986.
- Participation à la Coupe du monde de futsal 1989 aux Pays-Bas.

### En tant qu'entraineur
- Championnat arabe des clubs :
  - Finaliste : 2001 avec le MC Oran

- Coupe d'Algérie de futsal :
  - Champion : 2012 avec le GC Mascara

### Distinctions personnelles
- Meilleur joueur du championnat d'Algérie : 1979, 1980, 1981, 1984 et 1988
- Meilleur buteur du championnat d'Algérie : 1978-79
- Buteur à la Coupe d'Afrique des nations : 1988
- Ballon d'or africain : 1981
- Ballon de bronze africain (3e) : 1982
- Meilleurs joueurs de football du XXe siècle selon l'IFFHS : 62e position
- Meilleurs joueurs africains de football du XXe siècle selon l'IFFHS :4e position
- Troisième meilleur joueur des Jeux méditerranéens en 1979.
- Élu meilleur attaquant de la Coupe d'Afrique des nations en 1980.
- Membre de l'équipe type de la Coupe d'Afrique des nations en 1980 et 1984
- Prix du mérite de la CAF en 2008.
- Prix du mérite par le journal algérien Echorouk El Yawmi en 2008.
- Élu meilleur joueur algérien du XXe siècle (avec Rabah Madjer) selon le journal El Heddaf-Le Buteur en 2009.
- Meilleur sportif algérien 1981 selon l'aps.